# توماس هیدن چرچ
توماس هیدن چارچ (به انگلیسی: Thomas Haden Church) (زاده ۱۷ ژوئن ۱۹۶۰) بازیگر آمریکایی است.
از فیلم‌های معروف او می‌توان به بازی در ما باغ وحش خریدیم، مرد عنکبوتی ۳ و مرد عنکبوتی: راهی به خانه نیست اشاره کرد.

## فیلم‌شناسی
فهرست برخی از فیلم‌هایی که توماس هیدن چرچ در آنها به ایفای نقش پرداخته‌است:
- توم‌استون-۱۹۹۳
- شوالیه شیطان-۱۹۹۵
- جرج جنگل-۱۹۹۷
- رابطه یک‌شبه-۱۹۹۷
- نقشه سوزان-۱۹۹۸
- پول آزاد-۱۹۹۸
- استثنایی‌ها-۲۰۰۰
- ۳۰۰۰ مایل به گریسلند-۲۰۰۱
- مانکیبون-۲۰۰۱
- نشان-۲۰۰۲
- جرج جنگل ۲-۲۰۰۳
- راه‌های فرعی-۲۰۰۴
- اسپنگلیش-۲۰۰۴
- آن سوی پرچین-۲۰۰۶
- ایدیوکراسی-۲۰۰۶
- تار شارلوت-۲۰۰۶
- مرد عنکبوتی ۳-۲۰۰۷
- افراد باهوش-۲۰۰۸
- دان مک‌کی-۲۰۰۹
- تصورش کن-۲۰۰۹
- بیگانگان زیرشیروانی-۲۰۰۹
- همه چیز درباره استیو-۲۰۰۹
- ایزی ای-۲۰۱۰
- یک روز شاد دیگر-۲۰۱۱
- جوی قاتل-۲۰۱۱
- ما باغ وحش خریدیم-۲۰۱۱
- جان کارتر-۲۰۱۲
- اختفا-۲۰۱۳
- خوش به حالشان-۲۰۱۳
- بهشت واقعی است-۲۰۱۴
- مکس-۲۰۱۵
- خونه بابا-۲۰۱۵
- بوکسور مقوایی-۲۰۱۶
- رابطه یک‌شبه-۲۰۱۷
- شاهین کره بادام زمینی-۲۰۱۹
- پسر جهنمی-۲۰۱۹
- ۲۴ ام-۲۰۲۰
- مرد عنکبوتی: راهی به خانه نیست-۲۰۲۱
- افق: حماسه آمریکایی-۲۰۲۴